# Ронін (фільм)
«Ронін» (англ. Ronin) — американський гостросюжетний бойовик 1998 року, знятий режисером Джоном Франкенгаймером.

## Сюжет
Хоча холодна війна давно закінчена, таємні найманці, чиї навички в стеженні, шпигунстві і силових сутичках буквально легендарні, залишаються затребуваними при новому світовому порядку і завжди знаходять високооплачувану роботу. Якийсь таємничий клієнт збирає в Парижі команду таких «платних оперативників», відомих як «Роніни», для викрадення надсекретного портфеля. Незабаром з'ясовується, що це, на перший погляд просте, завдання майже нездійсненне: така ж ціна обіцяна за той же портфель ще декільком нелегальним групам. Щоб впоратися з роботою, колишній агент ЦРУ на прізвисько «Сем» і його поспіхом зібраний загін повинні робити те, чого їм не доводилося робити ніколи раніше: довіритися один одному.

## У ролях
| Актор            | Роль                                                        |
| ---------------- | ----------------------------------------------------------- |
| Роберт де Ніро   | Сем, колишній агент ЦРУ                                     |
| Жан Рено         | Вінсент, колишній агент французької розвідки                |
| Наташа Макелхон  | Дейдра, лідер групи найманців                               |
| Джонатан Прайс   | Шімас О'Рурк, ірландський терорист - одинак, екстреміст ІРА |
| Стеллан Скашгорд | Грегор, колишній агент Штазі                                |
| Шон Бін          | Спенс                                                       |
| Скіпп Суддут     | Ларрі                                                       |
| Майкл Лонсдейл   | Жан-П'єр                                                    |
| Катаріна Вітт    | Наташа Кирилова                                             |
| Ян Тршіска       | Даппер Гент                                                 |

## Премії та нагороди
Фільм у 1999 році отримав три номінації і один приз: Young Hollywood Awards/Молодий Голлівуд за найкращу музичну тему до фільму (Best soundtrack).

## Знімальна група
- Режисер — Джон Франкенгаймер
- Сценарист — Дж. Д. Зайка, Девід Мемет
- Продюсер — Френк Манкузо мол., Пол Келменсон, Етель Вінант
- Композитор — Ілля Девід Сміралі